# Andrea Štrbová
Andrea Štrbová (* 25. Dezember 1995 in Poltár) ist eine slowakische Beachvolleyballspielerin.

## Karriere
Štrbová bildete von 2017 bis 2019 ein Duo mit Natália Přidalová. Auf der FIVB World Tour erreichten Přidalová/Štrbová bei ihren ersten Turnieren den neunten Platz in Den Haag (drei Sterne) und den 17. Rang in Olsztyn (vier Sterne). Außerdem spielten sie die Turniere in Siófok, Mersin und Vaduz. Anfang 2018 spielten sie in Fort Lauderdale erstmals ein Fünf-Sterne-Turniere. Ihr einziges Top-Ten-Ergebnis auf der World Tour 2017/18 schafften sie als Dritte beim Drei-Sterne-Turnier in Mersin. Bei der Europameisterschaft 2018 schieden sie als Gruppenletzte der Vorrunde aus. Die beiden Slowakinnen nahmen auch an den Turnieren der deutschen Techniker Beach Tour 2018 in Münster und Dresden teil, wo sie jeweils Vierte wurden.
Bei der World Tour 2018/19 kamen Přidalová/Štrbová in Qinzhou und Kuala Lumpur (jeweils drei Sterne) sowie Den Haag (vier Sterne) jeweils auf den fünften Platz. Anschließend gab es für sie neunte Plätze bei den Vier-Sterne-Turnieren in Itapema und Jinjiang. Außerdem qualifizierten sie sich für die WM 2019 in Hamburg.